# توماس كوبارينين
{{صندوق معلومات سيرة كرة قدم
| طول = 1.68 م (5 قدم 6 بوصة)
| مركز = وسط
| سنوات1 = 1999–2000
| أندية1 = لاهتي
| مباريات1 = 41
| أهداف1 = 1
| سنوات2 = 2001–2008
| أندية2 = ميبا
| مباريات2 = 163
| أهداف2 = 19
| سنوات3 = 2009
| أندية3 = كووبيون بالوسيورا لعب مع كووبيون بالوسيورا وميبا ونادي لاهتي.